# حيث ننتمي (رواية)
حيث ننتمي، هي رواية مبيعًا في نيويورك تايمز عام 2012 مضاءة بالكتاكيت من تأليف إميلي جيفين.  تم إصدار الرواية بواسطة مطبعة سانت مارتن في 24 يوليو 2012. تم اختيار حيث ننتمي ليصبح فيلمًا، حيث يعمل جيفين كمنتج. تم سرد الكتاب جزئيًا من منظور كيربي روز، وهو أول رواية لجيفين مع مراهق كشخصية رئيسية.

## ملخص
اعتقدت ماريان دائمًا أنها تعيش الحياة التي تريدها دون أي ندم حقيقي. عندما كيربي روزالطفلة التي تخلت عنها منذ ثمانية عشر عامًا، تظهر على عتبة منزلها، اضطرت ماريان إلى إعادة فحص حياتها وعائلتها والرومانسية الماضية التي تهدد بإغراقها.

## استقبال
تم خلط «الاستقبال لـ حيث ننتمي» بالإيجابي،   حيث وصفته صحيفة شيكاغو صن تايمز بأنه سهل القراءة بينما ينتقد إمكانية التنبؤ بالكتاب. أشادت صحيفتا سياتل تايمز وفانكوفر صن بالرواية بشكل عام،  ووصفت صحيفة فانكوفر صن جيفين بأنه «راوي قصص موهوب».

## روابط خارجية
- صفحة المؤلف الرسمية
- صفحة الناشر الرسمية
- مقابلة Goodreads مع Giffin